# 暁 (クルアーン)
『暁』とは、クルアーンにおける第89番目の章（スーラ）。30の節（アーヤ）から成る。マッカ啓示に分類される。

## 内容
冒頭の「暁において」に因んでこの題名が採られている。
信仰生活と審判の日について述べられる。